# Брињано Ђера д'Ада
Брињано Ђера д'Ада (итал. Brignano Gera d'Adda) је насеље у Италији у округу Бергамо, региону Ломбардија.
Према процени из 2011. у насељу је живело 5920 становника. Насеље се налази на надморској висини од 130 м.

## Становништво
| 1931. | 1936. | 1951. | 1961. | 1971. | 1981. | 1991. | 2001. | 2011. |
| ----- | ----- | ----- | ----- | ----- | ----- | ----- | ----- | ----- |
| 4.031 | 3.911 | 4.198 | 4.091 | 4.132 | 4.441 | 4.593 | 4.773 | 5.937 |